# Liste des sites mégalithiques dans le district de Beja
Cette liste non exhaustive recense les principaux sites mégalithiques dans le district de Beja, au Portugal.

## Liste
| Site                      | Type   | Municipalité | Notes | Coordonnées                 | Image |
| ------------------------- | ------ | ------------ | ----- | --------------------------- | ----- |
| Menhir de Mac Abraão (pt) | Menhir | Vidigueira   |       | 38° 13′ 06″ N, 7° 52′ 27″ O |       |